# Michael Curtis
Michael Curtis es un productor de televisión y escritor estadounidense. Fue escritor y productor ejecutivo de Friends durante las temporadas de 2 a 5. Actualmente trabaja con los Jonas Brothers y Disney Channel como productor ejecutivo y cocreador de la Serie Original de Disney Channel JONAS. Él coescribió el Falso documental ...And God Spoke y dirigió el final de la serie Phil del Futuro, Volver al Futuro (No la película) y el final de la primera temporada de JONAS, "Double Date". Es el Cofundador de Mantis Productions junto con Roger S.H. Schulman, también cocreador de JONAS.